# Uroconger syringinus
Uroconger syringinus és una espècie de peix pertanyent a la família dels còngrids.

## Descripció
- Pot arribar a fer 38 cm de llargària màxima.[4][5]

## Hàbitat
És un peix marí, demersal i de clima subtropical que viu entre 44 i 384 m de fondària.

## Distribució geogràfica
Es troba a l'Atlàntic oriental (el golf de Guinea) i l'Atlàntic occidental (des del golf de Mèxic fins a Surinam).

## Observacions
És inofensiu per als humans.